# Acrotona muscorum
Acrotona muscorum – gatunek chrząszcza z rodziny kusakowatych i podrodziny rydzenic.

## Taksonomia
Gatunek ten opisany został po raz pierwszy w 1860 roku przez Charlesa N.F. Brisouta de Barneville’a pod nazwą Homalota muscorum.

## Morfologia
Chrząszcz o wydłużonym ciele długości od 1,6 do 2,5 mm, przeciętnie połyskującym. Ubarwienie ma czarne z brązowożółtymi odnóżami o przyciemnionych udach, a czasem z ciemnobrązowymi pokrywami. Punktowanie wierzchu ciała jest dość gęste, nieznacznie obfitsze na pokrywach niż na przedpleczu. Czułki są dość krótkie, o członie drugim nieznacznie dłuższym niż trzeci, a członie przedostatnim niemal półtorakrotnie szerszym niż dłuższym. Szerokość przedplecza jest o ⅓ większa niż jego długość. Na całej długości linii środkowej przedplecza włoski kierują się prosto do tyłu. W widoku bocznym niedostrzegalne są boczne części przedpiersia. Wyrostek międzybiodrowy śródpiersia jest spiczasto zwieńczony, a biodra środkowej pary leżą bardzo blisko siebie. Środkowa para odnóży charakteryzuje się silnymi szczecinkami bocznymi goleni, dłuższymi niż szerokość tychże. Długość pierwszego członu stóp tylnej pary nie jest większa niż drugiego. Odwłok zwęża się ku tyłowi. Szagrynowanie na piątym z kompletnych tergitów odwłoka tworzone jest przez siateczkę o mniej lub bardziej gwiaździstych, nigdy silnie poprzecznych oczkach.

## Ekologia i występowanie
Owad ten bytuje w owocnikach grzybów, przy wyciekającym ze zranionych drzew soku, pod gnijącymi szczątkami roślinnymi i odchodami.
Gatunek palearktyczny. W Europie znany jest z Wielkiej Brytanii, Francji, Belgii, Holandii, Niemiec, Szwajcarii, Austrii, Włoch, Danii, Szwecji, Norwegii, Finlandii, Łotwy, Litwy, Polski, Czech, Słowacji, Węgier, Albanii, Grecji oraz europejskiej części Rosji. W Azji notowany jest z Nepalu oraz indyjskich: Kaszmiru, Himachal Pradesh i Uttar Pradesh.